# Жёлтая ромбосолея
Жёлтая ромбосолея, или лепорина (лат. Rhombosolea leporina), — вид лучепёрых рыб из семейства ромбосолеевых (Rhombosoleidae). Распространены у берегов Новой Зеландии. Морские донные рыбы. Максимальная длина тела 32 см.

## Описание
Тело овальной формы, сильно сжато с боков. Чешуя очень мелкая, поэтому тело на ощупь кажется гладким. Рыло заострённое, без мясистого выступа. Глаза расположены на правой стороне тела. Диаметр глаза в 6—8 раз меньше длины головы. На нижней части первой жаберной дуги 14—23 жаберных тычинок. Спинной плавник с 54—63 мягкими лучами, начинается перед глазами на слепой стороне тела, заходит на рыло, тянется до хвостового стебля.  Брюшной плавник на глазной стороне соединён мембраной с анальным плавником. Брюшной плавник на слепой стороне тела отсутствует. Глазная сторона тёмно-серого или зеленоватого цвета, слепая сторона желтоватая или оранжевая с разбросанными тёмными точками (у молоди белая).
Максимальная длина тела 32 см, масса — до 600 г. По данным некоторых авторов достигают длины тела 44,3 см.

## Биология
Морские донные рыбы. Обитают в прибрежных водах над песчаными и илистыми грунтами на глубине до 50 м. Продолжительность жизни 3—4 года, редко пять лет.

### Питание
В состав рациона молоди и неполовозрелых особей в возрасте 0+ и 1+ входит большое количество донных животных. Наблюдаются существенные онтогенетические изменения в предпочитаемых кормовых организмах. В пищеварительном тракте молоди длиной до 5 см обнаружены преимущественно мизиды и паразитические нематоды. Молодь длиной от 5 до 18 см питается ракообразными, аннелидами, полихетами и двустворчатыми моллюсками. Взрослые особи питаются почти исключительно тремя видами крабов Halicarcinus cooki, Helice crassa и Macrophthalmus hirtipes. В пищеварительном тракте особей всех возрастных групп обнаружено значительно количество непищевых компонентов (песок, частицы камней, ил).

### Размножение
Впервые созревают в возрасте двух лет, самки при средней длине тела 29 см, а самцы — 24 см. В заливе Хаураки (Новая Зеландия) жёлтые ромбосолеи нерестятся в августе — ноябре с пиком в августе — сентябре. Плодовитость зависит от размеров и массы тела самок, возрастает от 100 тысяч икринок у самок длиной 18 см до 250 тысяч икринок у самок длиной 30 см и до 1,25 млн икринок у самок длиной 45 см.
У жёлтых ромбосолей наблюдаются половые различия в скорости роста. Средняя длина тела самок в возрасте 1, 2 и 3 года составляет 9, 29 и 39 см, соответственно; а самцов 7, 24 и 28 см, соответственно.